# (32832) 1992 EB2
1992 إي بي 2 (ويعرف أيضًا باسم (32832) 1992 إي بي 2 وفق تسمية الكوكب الصغير) (بالإنجليزية: 1992 EB2)‏ هو كويكب ضمن حزام الكويكبات؛ وترتيبه 32832 من حيث الاكتشاف.
اكتُشف هذا الجُرم الفلكي بواسطة سبيس واتش في 5 مارس 1992.

## وصلات خارجية
- (32832) 1992 EB2 في قاعدة بيانات مختبر الدفع النفاث لأجرام النظام الشمسي الصغيرة

- الاكتشاف · مخطط المدار ·  العناصر المدارية · المعلمات المادية

- (32832) 1992 EB2 على موقع ويكي سكاي: DSS2, SDSS, GALEX, IRAS, Hydrogen α, X-Ray, Astrophoto, Sky Map, Articles and images